# ТАМ ТВ
Телевидение Андина де Мерида (исп. Televisora Andina de Mérida) (сокращ. ТАМ ТВ) — телесеть компании Radiodifusora Andina de Mérida, S.A., базирующаяся венесуэльском городе Мерида.

## История
ТAM ТВ была основана в 1982 году как первая региональная телевизионная сеть в Венесуэле.
В 2006 году телесеть объединила ТРТ, ТВО, ТВС, Промар ТВ и Глобал ТВ и стала называться ТВР.